# Mantibaria seefelderiana
Mantibaria seefelderiana is een vliesvleugelig insect uit de familie van de Scelionidae. De wetenschappelijke naam van de soort is voor het eerst geldig gepubliceerd in 1891 door De Stefani.